# Балашов, Василий Михайлович
Васи́лий Миха́йлович Балашо́в (1762—1835) — русский артист, танцор, балетмейстер и педагог; один из первых русских профессиональных артистов. Некоторые источники называют его также Михайловым).

## Биография
Василий Балашов родился в 1762 году. Детство его прошло в Московском воспитательном доме. После Указа императрицы Елизаветы Петровны от 30 августа 1756 года о создании системы Императорских театров в России детей из казённых сиротских домов стали обучать артистической деятельности. Из них-то в основном и вышли первые русские профессиональные артисты.
Учителями танцев там были итальянец Филиппо Беккари и его жена, у которых начал учёбу Василий Балашов среди других воспитанников. В 1778 году балетные классы Воспитательного дома возглавил, сменив Беккари, балетмейстер и танцовщик Леопольд Парадиз. В 1780 году он выпустил своих первых учеников — семь танцовщиц и девять танцовщиков, среди них многие стали выдающимися исполнителями: это Василий Балашов, Гаврила Райков, Иван Еропкин, Арина Собакина.
К этому времени бывший лекарь Воспитательного дома Карл Книпер открыл в Петербурге общедоступный театр и, в 1779 году, переименовав его в Вольный Российский Театр, заключил договор с дирекцией Воспитательного дома о поставке ему на сцену воспитанников, обучавшихся сценическим искусствам. В 1780 году Василий Михайлович окончил балетную школу при Московском воспитательном доме и попал на сцену театра Карла Книпера на амплуа фигуранта, не исполняя сольные танцы.
Известно, что он продолжал учиться в Петербургском театральном училище, где совершенствовался у Гаспаро Анджолини, и окончил учёбу в 1783 году.
1 сентября 1783 года весь театр Книпера со всем имуществом и штатом перешел в структуру Дирекции Императорских театров. Так и получилось, что в 1783 году Балашов со всем театральный штатом был переведён в петербургскую придворную балетную труппу, став артистом Императорской сцены. Но возможно также, что он был принят в балетную императорскую труппу независимо, как выпускник Петербургского театрального училища. И на императорской сцене он уже выступал солистом.
Балашов прославился как характерный танцовщик и пользовался успехом в балетах, поставленных приезжими европейскими хореографами Дж. Канциани и Ш. Ле Пиком.
Среди его партий:
- 1786 — танец при опере «Кастор и Поллукс», балетмейстер Д. Канциани
- 1799 — «Приезд Фетиды и Пелея в Фессалию», балетмейстер П. Шевалье — Марс
- 1799 — «Возвращение Полиорцета», балетмейстер П.Пекен Шевалье —Кратери
- 1789 — «Мельник»
- 1799 — «Амур и Психея», балетмейстер Ш. Ле Пик
- 1799 — «Танкред», балетмейстер Ш. Ле Пик
- 1800 — «Деревенская героиня», балетмейстер Пекен Шевалье — Пьер Бушерон
- 1800 — «Панюрж», балетмейстер П. Шевалье
- 1802 — «Жертвоприношение благодарности», балетмейстер И. И. Вальберх)

Балашов числился первым комическим танцовщиком на Петербургской императорской сцене, выступал также в пантомимных ролях и характерных танцах. Был выдающимся исполнителем русских плясок, обладал драматическим талантом.
Критика отмечала: «Б. был ярким характерным танцовщиком, обладавшим большим актёрским дарованием, прославился мастерским исполнением и созданием сценич. вариантов русских плясок».
Тем не менее в 1796 году он был, как сказано в документах, уволен «за нерадение», вследствие чего сам подал прошение об отставке, однако в списках продолжал фигурировать и впоследствии характеризовался как танцовщик, отмеченный «усердием своим к должности, отличным талантом и похвальным поведением». По всей видимости, настоящего фактического увольнения все-таки не состоялось.
В 1802 году давалось большое представление по случаю открытия Большого театра в Петербурге. К празднику готовились основательно, с привлечением огромных сил и грандиозных декораций. Во время спектакля часть декораций не выдержала такого немыслимого великолепия и упала. В результате Василий Балашов получил травму из-за падения декорации на спектакле. В 1803, ссылаясь на травму, он подал прошение о назначении ему пенсии в размере оклада. А вскоре решил оставить Петербург и отправиться в Москву.
В 1804 году, вернувшись в Москву, работал в Московском императорском театре (бывший частный Петровский театр), где ставил дивертисменты на русские темы, в которых часто выступал сам. Однако 8 октября (по ст.ст. 22 октября) 1805 года здание театра сгорело (через несколько лет на этом самом месте вырос московский Большой театр).
После пожара московского императорского театра Василий Балашов лишился основной сцены и выступал редко, а вскоре уехал в Петербург.
Масон, член одной из петербургских лож.
До 1829 года преподавал танцы в различных учебных заведениях.
Василий Балашов умер в 1835 году.